# Annemor Sundbø
Annemor (Anna Marie) Sundbø (né le 23 juin 1949 à Kristiansand) est une enseignante, designer textile, artisane et spécialiste de l'histoire de la laine, de la broderie et du tricot norvégien.

## Biographie
De profession, Annemor Sundbø est designer textile et enseignante de tissage et de dessin. 
En 1983, elle a racheté la filature "Torridal Tweed et Ulldynefabrikk" à Kristiansand avec 16 tonnes de déchets de vêtement. 
Elle vit en Norvège, dans la région du Setesdal. Elle anime un magasin et atelier de tricot Ose Ullvare à Ose depuis 1993,. Elle est très régulièrement invitée à l'international pour donner des conférences sur ses ouvrages et l'histoire du tricot norvégien. Elle est par ailleurs copropriétaire d'un troupe de moutons de la race Old Norwegian Spelsau qu'elle utilise pour son propre tissage et tricot.     

## Ouvrages
Les livres d'Annemor Sundbø n'ont pas été traduits en français. Certains de ces livres ont été traduits en anglais. 
- (nb) Kvadragsstrikk, kulturskattar frå fillehaugen, 1994.
- (nb) Lusekofta fra Setesdal : setesdalskofta i strikkehistoria, Høyskoleforlaget, 1998, 157 p.
- (nb) Usynlege trådar i strikkekunsten, 2005.
- (nb) Selbuvotten. Oversettelse av amerikaneren Terri Sheas bok Selbuvotter., 2009.
- (nb) Strikking i billedkunsten, 2010.
- (nb) Norske votter og vanter, 2010 (ISBN 9788252177725).
- (nb) Spelsau og samspill, Bokbyen Ferlag, 2015, 416 p. (ISBN 9788283160239).
- (nb) Koftearven : Historiske tråder og magiske mønster, Gyldendal, 2019, 400 p. (ISBN 9788205522114).